# 恰纳卡莱省
恰纳卡莱省（Çanakkale）是位于土耳其西北的一个省，面积9,737平方公里，首府恰纳卡莱。